# Catacumba da Nunziatella

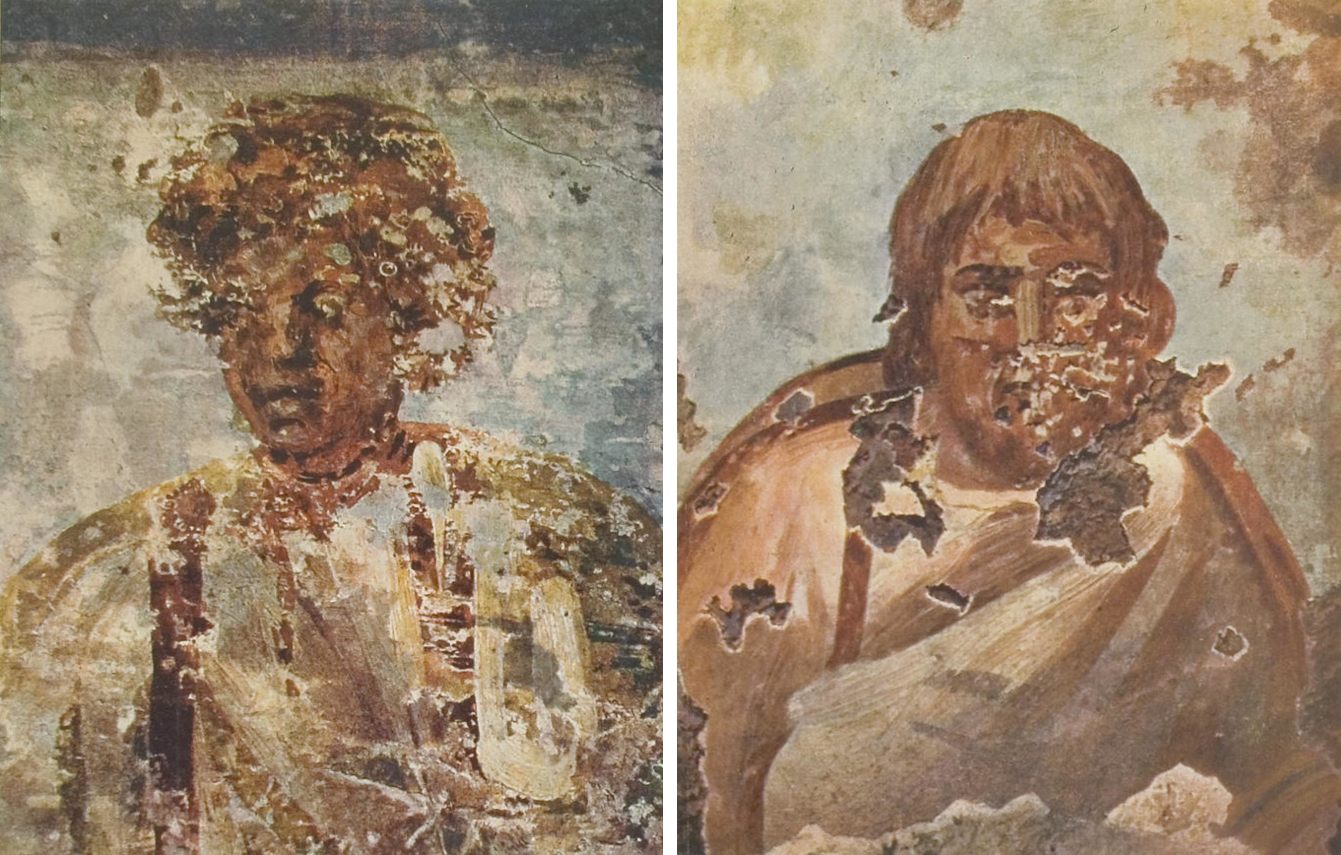
Um dos afrescos na catacumba.

Catacomba da Nunziatella, chamada também de Catacumba da Annunziatella, é uma catacumba romana localizada na altura do número 553 da Via di Grotta Perfetta, nas imediações da Via Ardeatina, no moderno quartiere Ardeatino de Roma.

## História
Esta catacumba, que deve seu nome à antiga igreja da Annunziatella, não é mencionada em nenhuma fonte literária antiga, nem litúrgica e nem devocional; também não foram encontrados no local túmulos de antigos mártires. Trata-se portanto de um cemitério rural, escavado para uso de uma pequena comunidade que ficava na região. Na superfície ficava uma vasta necrópole que remontava ao período republicano e foi analisando os restos deste cemitério que Giovanni Battista de Rossi, em 1877, descobriu a catacumba.
A porção subterrânea, com apenas um nível, apresenta uma galeria principal no mesmo eixo da escada da entrada e dois braços laterais que partem da entrada e se seguem em direções opostas. O monumento principal descoberto fica no fundo da galeria principal, o chamado "Cubículo do Juízo", inteiramente pintado em afresco e datado na segunda metade do século III: seu nome é uma referência ao tema principal pintado na abóbada, um "Juízo Final".